# Simén Domokos (unitárius lelkész)
Simén Domokos (Homoródalmás, 1928. december 14. – Marosvásárhely, 2006. október 8.) unitárius lelkész
Simén Domokos elsősorban unitárius lelkész volt, aki tisztességgel és becsülettel ellátta feladatát. Szolgálati helyein megőrizte népe nyelvezetét, és díszítő kifejezés-elemekkel látta el, melyekkel gazdaggá varázsolta prédikációirodalmát és azok lelki világát, akik életében hallhatták. Nyugdíjas éveiben egyháztörténeti kutatásokat végzett, elsősorban a Kis-Küküllő menti egyházközségek történetének felkutatására irányult. Tanulmányait a Keresztény Magvetőben és más szakfolyóiratokban közölte.

## Életútja
Simén Domokos 1928. december 14-én született unitárius lelkészi családban Homoródalmáson. A Székelykeresztúri Unitárius Gimnáziumban érettségizett. 1947-ben iratkozott be az unitárius teológiára, és 1951-en végezte el. Szolgálati helyei: Küküllőszéplak-Vámosudvarhely, Székelykál, Ádámos, Csíkszereda. 1977-ben megbízást kapott a csíkszeredai egyházközség megalapítására. Elvállalta a gyülekezet újjászervezését és vált a csíki-gyergyói szórványgondozás elindítójává. 2001. május 6-án volt kibúcsúzó szolgálata. 
Nyugdíjba vonulását követően töretlenül és meggyőződéssel végezte feladatait, melyek talán még több rétűek voltak, mint az előtt. Szolgálatokat végzett azokon a helyeken, ahol felkérték erre (Marosvásárhely, Csíkszereda, Homoródalmás). Folytatta kutatómunkáját, írta és előtárta dolgozatait.
Simén Domokos ny. lelkészt tragikus hirtelenséggel, templomba menet érte a halál 2006. október 8-án. Temetése 2006. október 10-én volt Marosvásárhelyen. 
Részletes életrajzát és hagyatékát Pap Gy. László debreceni lelkész dolgozta fel és jelentette meg az Én mégis a szívnek hiszek című könyvben 2011-ben, kiadta a Debreceni Unitárius Egyházközség.  2008-ban a Vallási néprajz 14. számát Simén Domokos emlékére állította össze Veres Emese Gyöngyvér szerkesztő.